# Географический центр

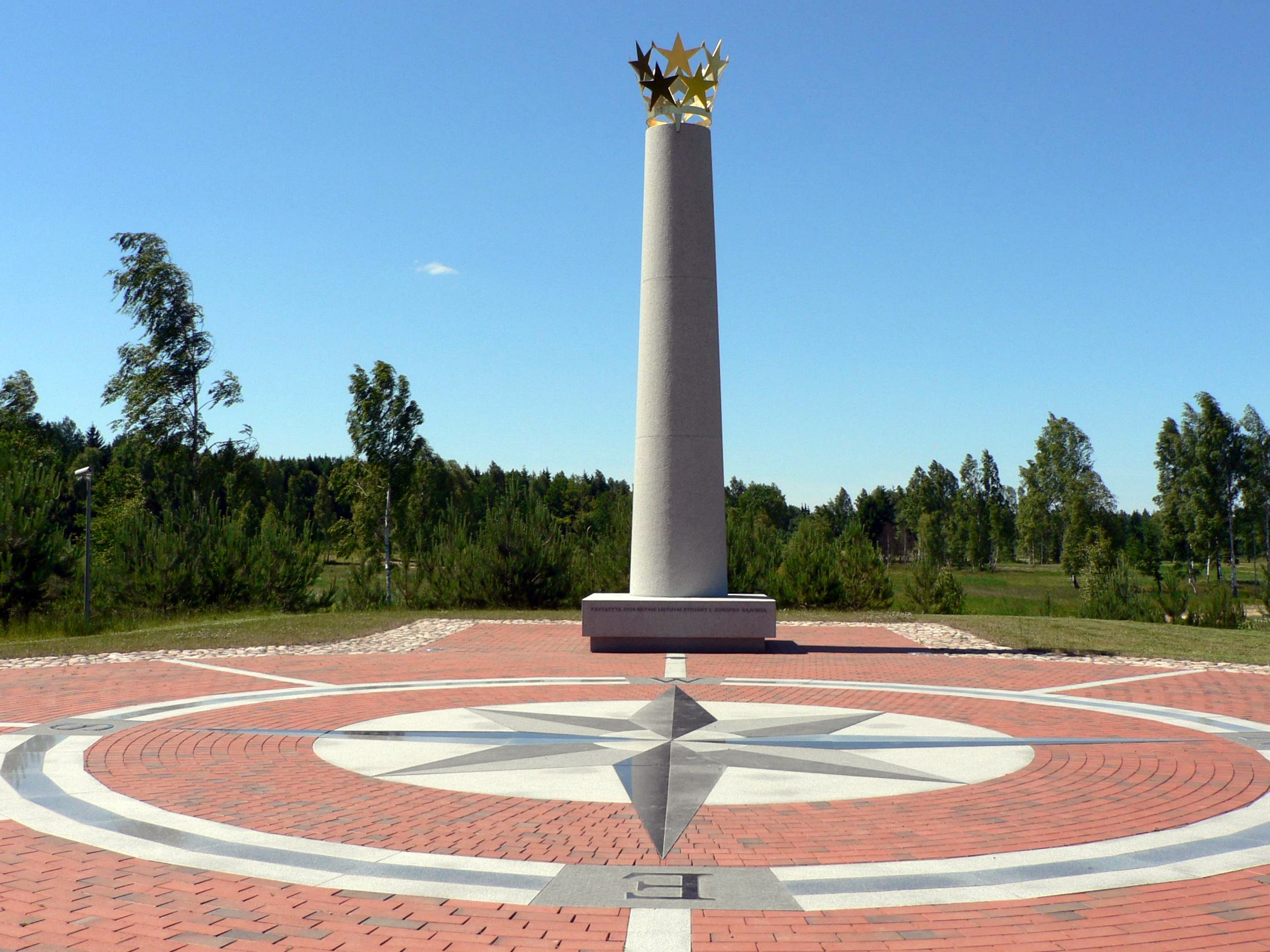
Стела, расположенная в одном из географических центров Европы

Географический центр — геометрический центр территории (континента, страны, административного района). Существуют несколько определений географического центра. Он может определяться, как центр тяжести площади поверхности с очертанием данной местности, или, с учетом шарообразности Земли, как проекция такого центра на земную поверхность; такое определение применялось Менделеевым при определении центра Российской Империи. Альтернативное определение — точка, равноудаленная от границ территории, т. н. «полюс недоступности». Географический центр может также находиться как медианный центр (центроид) — точка пересечения отрезков, попарно соединяющих самую западную и самую восточную точки территории, и самую северную и самую южную точку территории — так, по-видимому, изначально находили географический центр Европы.
Географический центр может привязываться к ближайшему населённому пункту. В случае отсутствия населенного пункта, центр определяется приблизительно. Нередко на месте географического центра ставится памятный знак.